# Schloss Freisaal

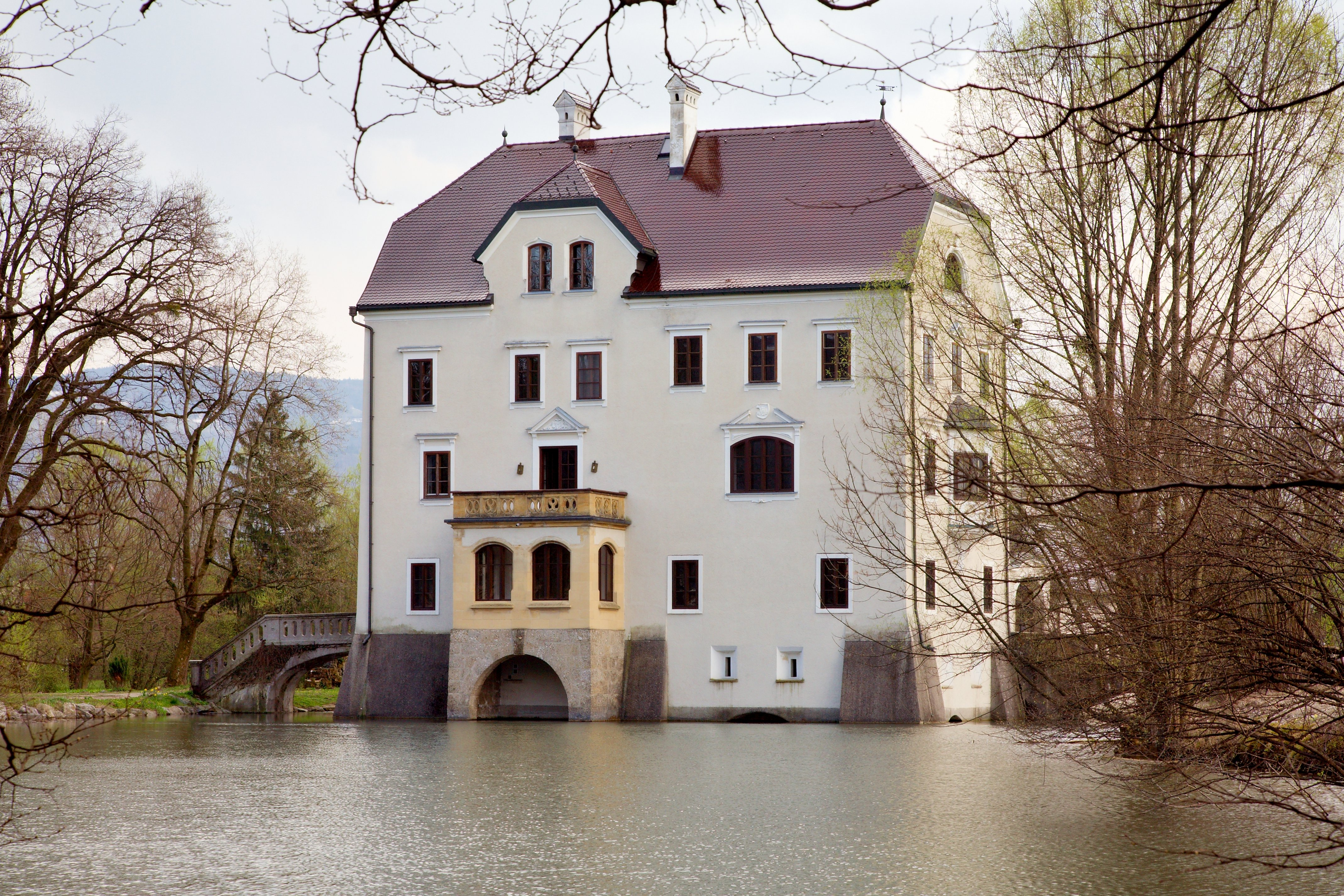
Schloss Freisaal von Norden

Das Schloss Freisaal liegt eingebettet in den Grünlandgürtel im Süden der Landeshauptstadt Salzburg in Österreich. In unmittelbarer Nähe befindet sich die Naturwissenschaftliche Fakultät der Universität Salzburg. Das Schloss befindet sich inmitten eines kleinen Weihers.

## Geschichte
Der Name Freisaal leitet sich von Freudensaal her, wobei -saal auf das mittelhochdeutsche sal (= Wohnsitz, Haus, Halle) zurückgeht. Der Name des Bauwerks ist demnach als ‚Lusthaus‘ oder als kleines Lustschloss aufzufassen. Frühere Schreibvarianten sind u. a. Freyensall, Freysahl, Freudensall.
Das kleine Schloss wurde 1392 erstmals urkundlich erwähnt. Es stammt wohl aus der Zeit nach 1450. Es diente bereits dem Fürsterzbischofs Pilgrim II. von Puchheim von einem Weiher umgeben als Lusthaus bzw. kleines Lustschloss, das wohl auch einen wahrhaften Charakter besaß. Auch die späteren Fürsterzbischöfe nutzten es in der Folge immer wieder als Landsitz. Um 1440 wurde der alte Turm mit seinem quadratischen Grundriss nach Osten hin erweitert, der alte Turm wurde so zur breiten Kemenate und erhielt ein Satteldach. Die niedrigen Anbauten im Süden stammen wesentlich aus dem 16. und 17. Jahrhundert.    
Schloss Freisaal war auch der Ort, an dem zumindest seit dem 16. Jahrhundert (ausgenommen die Zeit von 1668 bis 1750, wo die Festzug-Zeremonie beim Schloss Mirabell begann) die neu gewählten Fürsterzbischöfe zur Erlangung ihrer weltlichen Macht mit ihrem feierlichen und rituell gestalteten Einzug in die Stadt („Adventus“) samt großem Gefolge ihren Ausgang nahmen. Um 1490 war das Schloss für etliche Jahre verpfändet, zuerst war Georg Zandl um „60 Pfund Pfennige“ vorübergehend Pfandbesitzer, dem für kurze Zeit andere Pfandbesitzer folgten und 1549 unter dem designierten Erzbischof, Administrator Ernst von Bayern, im manieristischen Stil teilweise erneuert. Damals wurde auch der uralte Schlossweiher wieder eingetieft und die Ufer mit neuen Holzplanken gesichert. 
Das fürsterzbischöfliche Schloss wurde 1811 verkauft. 1839 wird berichtet, dass sich das Schloss in Privatbesitz befindet und die anliegenden Gründe für militärische Übungszwecke in Anspruch genommen werden. (1898 wurde in unmittelbarer Nachbarschaft die Hellbrunner Kaserne errichtet, das heutige Altersheim in der Hellbrunnerstraße.) 1906 wurde das seit Jahren unbewohnte Schloss im Auftrag des Eigentümers, Alfred Hyra, von Architekt Josef Schubauer (1861–1930) renoviert und im Villenstil verändert; dabei wurde auch der Fachwerkbau im Innenhof errichtet. Diese Veränderungen wurden später teilweise wieder rückgängig gemacht. In der Zwischenkriegszeit erwarb der Arzt Emmerich Vocelka das Schloss. In den 1970er Jahren wurde es von dessen Erben generalsaniert. Das Erscheinungsbild des Schlosses wurde im Jahr 2008 durch eine angeblich erforderliche, aber wenig stilgerechte Ufersicherung mittels Blocksteinsatz – an Stelle von Weidenfaschinen – beeinträchtigt.
Im Obergeschoß befinden sich Wandmalereien, wobei ein monumentales Fresko von Hans Bocksberger d. Ä. (1558), das den feierlichen Einzug (Adventus) des Fürsterzbischofs Michael von Kuenburg im Jahr 1558 zeigt und so auf die Bedeutung des Bauwerks hinweist.
In den Jahren 1967 bis 1989 lebte und arbeitete der Salzburger Maler Lucas Suppin im Schloss. Vor 1970 versuchte er unter der Leitung des Bundesdenkmalamtes, die nach einer unglücklichen Renovierung nach 1950 in Mitleidenschaft gezogenen Fresken wieder in ihren ursprünglichen Zustand zu versetzen.
Der Versuch der Eigentümerfamilie und Erbengemeinschaft, das Schloss an die Stadt Salzburg zu verkaufen, blieb ohne Erfolg. Der Besitz ist heute daher immer noch in privater Hand und nicht öffentlich zugänglich. Eigentümerin ist seit 2006 eine Stiftung, deren Vorstand Erich Schumann, der Chef der Verlagsgruppe WAZ, Anfang 2007 verstarb.

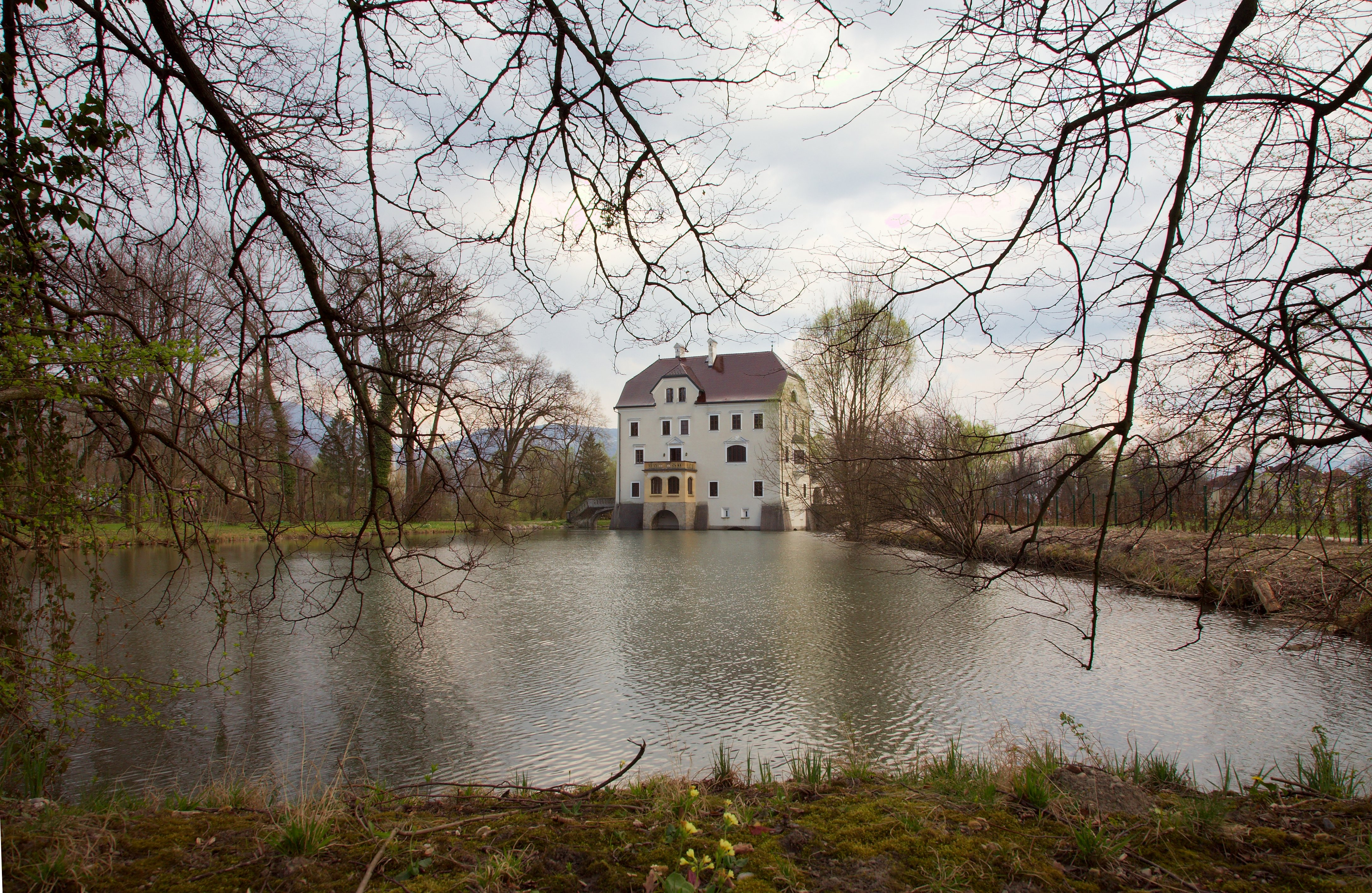
Ansicht vom Norden
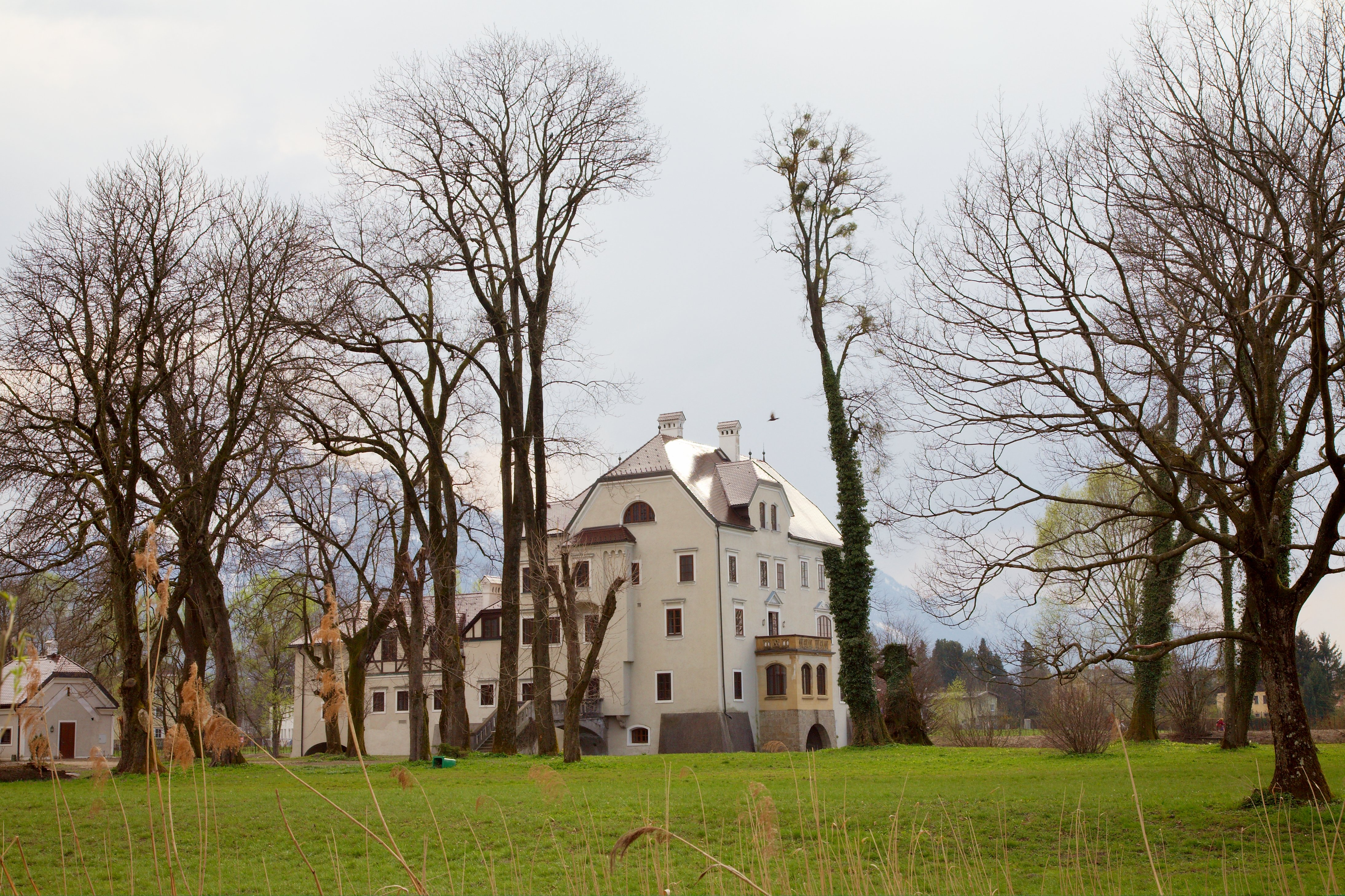
Ansicht von Nordosten
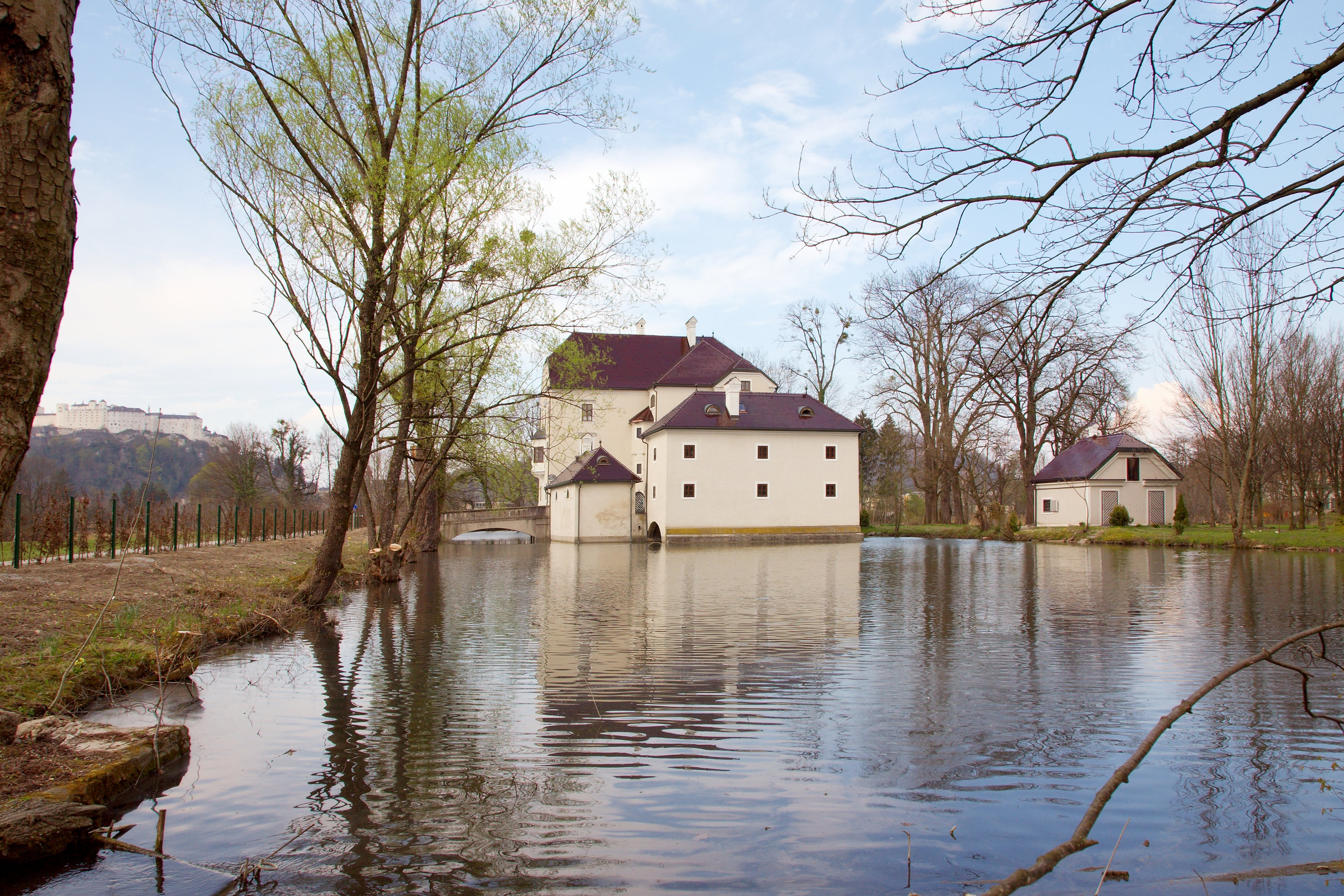
Ansicht von Süden
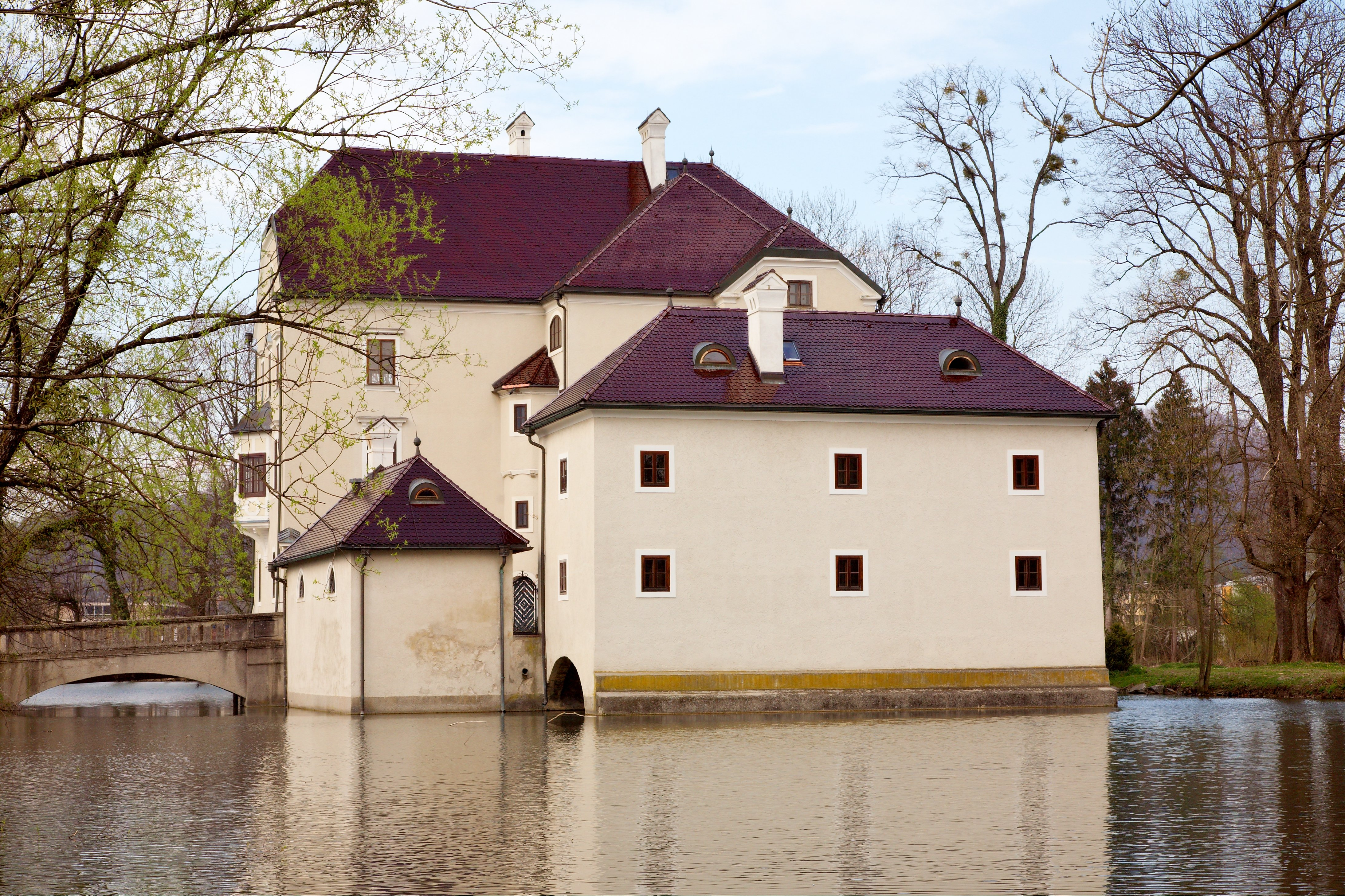
Ansicht von Süden
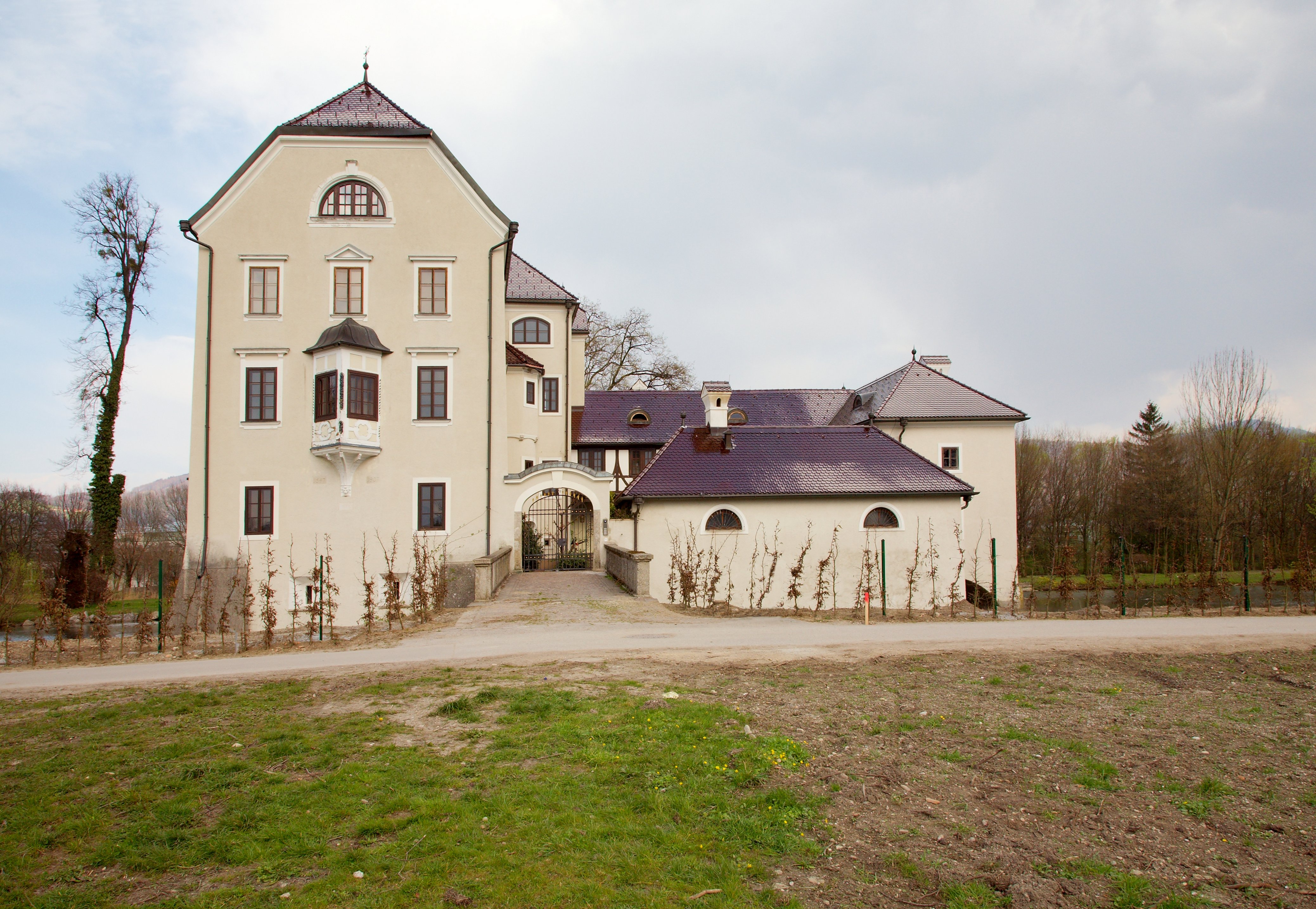
Vorderansicht[Anm. 1]
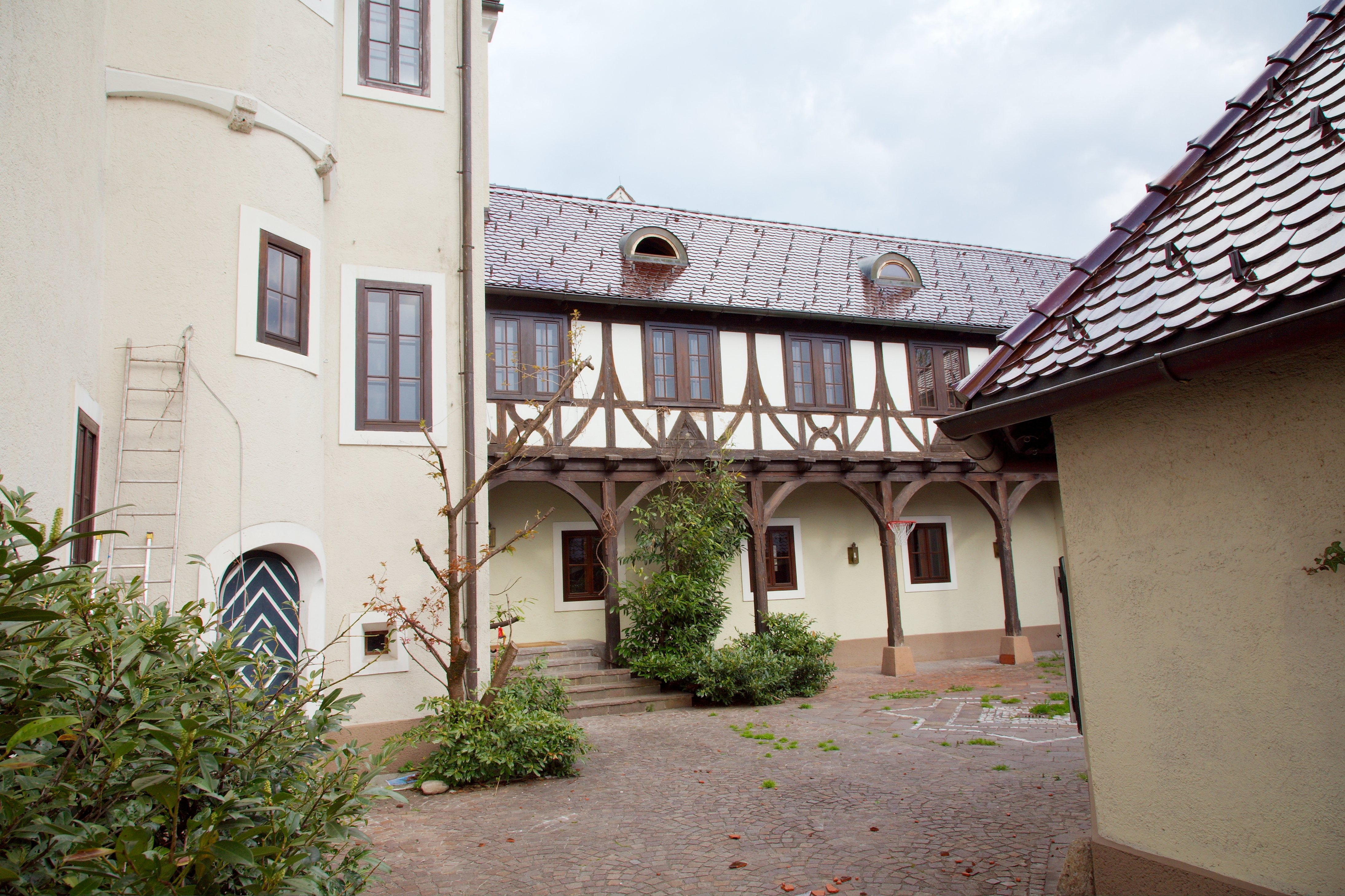
Innenhof